# 론 맥라티
론 매클라티(Ron McLarty, 영어 발음: /məˈklɑːrti/, 1947년 4월 26일 ~ 2020년 2월 8일)는 미국의 배우, 작가이다.
프로비던스에서 태어났으며 뉴욕에서 사망하였다. 사인은 치매이다.

## 도서
- Art in America
- Traveler (Paperback)

## 출연 작품
- 세인트 빈센트 (2014년)
- 에브리씽 유브 갓 (2010년)
- 인투 더 파이어 (2005년)
- 킬링 스틸 (1999년)
- 포스트맨 (1997년) - 노인 조지 역
- 투 비츠 (1995년)
- 천국의 한 자락 (1991년)
- 법과 질서 (1990년)
- 퓨드 (1989년)
- 제2의 연인 (1986년)
- 플라밍고 클럽 (1984년)
- 마지막 타석 (1983년)

### 텔레비전
- 에드 (2000년)
- 탐정 스펜서 (1985년)